# Sphaerocera lepida
Sphaerocera lepida är en tvåvingeart som beskrevs av Richards 1965. Sphaerocera lepida ingår i släktet Sphaerocera och familjen hoppflugor. Inga underarter finns listade i Catalogue of Life.